# Donny Hathaway

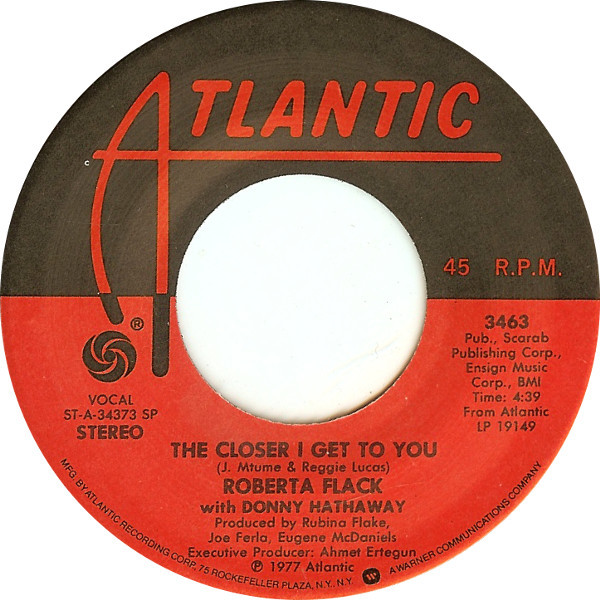
Plattenlabel der Single The Closer I Get to You (1978)

Donny Hathaway (* 1. Oktober 1945 in Chicago, Illinois; † 13. Januar 1979 in New York) war ein mit dem Grammy ausgezeichneter US-amerikanischer Soulsänger, Musiker und Songschreiber, der vor allem durch seine Duette mit Roberta Flack berühmt wurde. Zwei davon, Where Is the Love (1972) und The Closer I Get to You (1978), erreichten die Top 5 der US-Charts und wurden mit Gold ausgezeichnet. Außerdem gehört Hathaways Komposition This Christmas (1970) zu den beliebtesten und am meisten gecoverten Weihnachtsliedern der USA.

## Leben
Donny Hathaway wuchs in St. Louis, Missouri auf. Bereits mit drei Jahren sang er im Kirchenchor, im Kindesalter lernte er Klavier spielen. Dank seines herausragenden Klavierspiels erhielt er 1965 ein Stipendium für die Howard University in Washington, D.C. Nach drei Jahren verließ er die Universität, um als Songschreiber, Musiker und Produzent zu arbeiten. Ende der 1960er Jahre war Hathaway Produzent bei Curtis Mayfields Label Curtom Records. Dort nahm er 1969 seine erste Single I Thank You Baby auf.
1970 erschien sein erstes Album Everything Is Everything, auf dem er die Kritiker vor allem durch seine einzigartige Stimme begeisterte. Sein zweites selbstbetiteltes Album wurde ein weiterer kommerzieller wie von Seiten der Kritik beachteter Erfolg. Nach seinem folgenden Album mit Partnerin Roberta Flack nahm er zunächst einige Soundtracks auf, darunter das Thema zur Serie Maude. 1978 folgte dann ein weiteres Duett mit Roberta Flack: The Closer I Get to You. Während seiner eigenen Karriere produzierte Hathaway weiterhin Alben anderer Künstler.
Im Laufe seiner Karriere litt Donny Hathaway zunehmend an Depressionen und musste sich mehrmals in Behandlung begeben. Auch seine Freundschaft zur Duettpartnerin Roberta Flack litt unter Hathaways Gesundheitszustand, sodass die beiden erst nach sechs Jahren wieder ein gemeinsames Album aufnehmen wollten. Während die Sessions für die Aufnahme bereits liefen, wurde Hathaway am 13. Januar 1979 tot auf dem Bürgersteig unter dem Fenster seines Zimmers im Essex House Hotel in New York aufgefunden. Seine Duette mit Flack, You Are My Heaven und Back Together Again, standen 1980 posthum in den Charts, letztgenannter Titel erreichte sogar die britischen Top 3. Das dazugehörige Album Roberta Flack Featuring Donny Hathaway enthält neben diesen beiden Duetten nur Soloaufnahmen von Flack.
Der Rolling Stone listete Hathaway 2008 auf Rang 49 der 100 größten Sänger aller Zeiten.
Hathaways Töchter Lalah Hathaway und Kenya Hathaway sind beide R&B-Sängerinnen, wobei erstere fünf Grammys gewonnen hat.

## Diskografie

### Studioalben
| Jahr | Titel Musiklabel Katalog-Nr.                          | Höchstplatzierung, Gesamtwochen, AuszeichnungChartplatzierungen (Jahr, Titel, Musiklabel Katalog-Nr., Platzierungen, Wochen, Auszeichnungen, Anmerkungen) | Höchstplatzierung, Gesamtwochen, AuszeichnungChartplatzierungen (Jahr, Titel, Musiklabel Katalog-Nr., Platzierungen, Wochen, Auszeichnungen, Anmerkungen) | Höchstplatzierung, Gesamtwochen, AuszeichnungChartplatzierungen (Jahr, Titel, Musiklabel Katalog-Nr., Platzierungen, Wochen, Auszeichnungen, Anmerkungen) | Anmerkungen |
| Jahr | Titel Musiklabel Katalog-Nr.                          | UK | US | R&B | Anmerkungen |
| ---- | ----------------------------------------------------- | --- | --- | --- | --- |
| 1970 | Everything Is Everything Atco 332                     | — | US73 (25 Wo.)US | R&B33 (10 Wo.)R&B | Erstveröffentlichung: 1. Juli 1970 Produzenten: Donny Hathaway, Ric Powell, King Curtis                                       |
| 1971 | Donny Hathaway Atco 360                               | — | US89 (21 Wo.)US | R&B6 (25 Wo.)R&B | Erstveröffentlichung: 2. April 1971 Produzenten: Donny Hathaway, Arif Mardin, Jerry Wexler                                    |
| 1972 | Roberta Flack & Donny Hathaway Atlantic 7216          | — | US3 Gold · (39 Wo.)US | R&B2 (26 Wo.)R&B | Erstveröffentlichung: 6. Mai 1972 mit Roberta Flack Charteintritt in UK erst im Juni 1980 Produzenten: Arif Mardin, Joel Dorn |
| 1973 | Extension of a Man Atco 7029                          | — | US69 (13 Wo.)US | R&B18 (15 Wo.)R&B | Erstveröffentlichung: 18. Juni 1973 Produzent: Arif Mardin                                                                    |
| 1980 | Roberta Flack Featuring Donny Hathaway Atlantic 16013 | UK31 (7 Wo.)UK | US25 Gold · (24 Wo.)US | R&B4 (26 Wo.)R&B | Erstveröffentlichung: November 1979 Roberta Flack feat. Donny Hathaway Produzenten: Eric Mercury, Roberta Flack               |

### Livealben
| Jahr | Titel Musiklabel Katalog-Nr.           | Höchstplatzierung, Gesamtwochen, AuszeichnungChartplatzierungen (Jahr, Titel, Musiklabel Katalog-Nr., Platzierungen, Wochen, Auszeichnungen, Anmerkungen) | Höchstplatzierung, Gesamtwochen, AuszeichnungChartplatzierungen (Jahr, Titel, Musiklabel Katalog-Nr., Platzierungen, Wochen, Auszeichnungen, Anmerkungen) | Höchstplatzierung, Gesamtwochen, AuszeichnungChartplatzierungen (Jahr, Titel, Musiklabel Katalog-Nr., Platzierungen, Wochen, Auszeichnungen, Anmerkungen) | Anmerkungen |
| Jahr | Titel Musiklabel Katalog-Nr.           | UK | US | R&B | Anmerkungen |
| ---- | -------------------------------------- | --- | --- | --- | --- |
| 1972 | Donny Hathaway Live Atco 386           | — | US18 Gold · (38 Wo.)US | R&B4 (34 Wo.)R&B | Erstveröffentlichung: April 1971 A-Seite: The Troubadour, LA B-Seite: The Bitter End, NYC Produzenten: Arif Mardin, Jerry Wexler      |
| 1980 | In Performance Atlantic 19278          | — | — | R&B68 (5 Wo.)R&B | Erstveröffentlichung: September 1980 Aufnahmen: The Troubadour, LA, The Bitter End und Carnegie Hall, NYC Produzent: Arif Mardin      |
| 2004 | These Songs for You, Live! Rhino 78075 | — | — | R&B78 (2 Wo.)R&B | Erstveröffentlichung: 8. Juni 2004 Aufnahmen: The Bitter End und Carnegie Hall, NYC / University of California und The Troubadour, LA |

Weitere Livealben
- 2014: Live at the Bitter End 1971 (2 LPs; Atco/Rhino 541097)

### Soundtracks
| Jahr | Titel Musiklabel Katalog-Nr.        | Höchstplatzierung, Gesamtwochen, AuszeichnungChartplatzierungen (Jahr, Titel, Musiklabel Katalog-Nr., Platzierungen, Wochen, Auszeichnungen, Anmerkungen) | Höchstplatzierung, Gesamtwochen, AuszeichnungChartplatzierungen (Jahr, Titel, Musiklabel Katalog-Nr., Platzierungen, Wochen, Auszeichnungen, Anmerkungen) | Höchstplatzierung, Gesamtwochen, AuszeichnungChartplatzierungen (Jahr, Titel, Musiklabel Katalog-Nr., Platzierungen, Wochen, Auszeichnungen, Anmerkungen) | Anmerkungen                                              |
| Jahr | Titel Musiklabel Katalog-Nr.        | UK | US | R&B | Anmerkungen                                              |
| ---- | ----------------------------------- | --- | --- | --- | -------------------------------------------------------- |
| 1972 | Come Back Charleston Blue Atco 7010 | — | US198 (2 Wo.)US | — | Erstveröffentlichung: Juni 1972 Supervisor: Quincy Jones |

### Kompilationen
| Jahr | Titel Musiklabel Katalog-Nr.               | Höchstplatzierung, Gesamtwochen, AuszeichnungChartplatzierungen (Jahr, Titel, Musiklabel Katalog-Nr., Platzierungen, Wochen, Auszeichnungen, Anmerkungen) | Höchstplatzierung, Gesamtwochen, AuszeichnungChartplatzierungen (Jahr, Titel, Musiklabel Katalog-Nr., Platzierungen, Wochen, Auszeichnungen, Anmerkungen) | Höchstplatzierung, Gesamtwochen, AuszeichnungChartplatzierungen (Jahr, Titel, Musiklabel Katalog-Nr., Platzierungen, Wochen, Auszeichnungen, Anmerkungen) | Anmerkungen                          |
| Jahr | Titel Musiklabel Katalog-Nr.               | UK | US | R&B | Anmerkungen                          |
| ---- | ------------------------------------------ | --- | --- | --- | ------------------------------------ |
| 1978 | The Best of Donny Hathaway Atco 107        | — | — | R&B51 (4 Wo.)R&B | Erstveröffentlichung: September 1978 |
| 1990 | A Donny Hathaway Collection Atlantic 82092 | — | US108 (10 Wo.)US | — | Erstveröffentlichung: 24. April 1990 |

Weitere Kompilationen
- 1972: The Most Beautiful Songs of Roberta Flack and Donny Hathaway (2 LPs, Splitalbum; Atlantic 60031)
- 2010: Original Album Series (Box mit 5 CDs; Atlantic 8122 79837 6)
- 2011: Flashback with Donny Hathaway (Atlantic 528200)
- 2013: Never My Love: The Anthology (Box mit 4 CDs; Atco/Rhino 8122 79654 3)

### Singles
| Jahr | Titel Album                                                        | Höchstplatzierung, Gesamtwochen, AuszeichnungChartplatzierungen (Jahr, Titel, Album, Platzierungen, Wochen, Auszeichnungen, Anmerkungen) | Höchstplatzierung, Gesamtwochen, AuszeichnungChartplatzierungen (Jahr, Titel, Album, Platzierungen, Wochen, Auszeichnungen, Anmerkungen) | Höchstplatzierung, Gesamtwochen, AuszeichnungChartplatzierungen (Jahr, Titel, Album, Platzierungen, Wochen, Auszeichnungen, Anmerkungen) | Höchstplatzierung, Gesamtwochen, AuszeichnungChartplatzierungen (Jahr, Titel, Album, Platzierungen, Wochen, Auszeichnungen, Anmerkungen) | Höchstplatzierung, Gesamtwochen, AuszeichnungChartplatzierungen (Jahr, Titel, Album, Platzierungen, Wochen, Auszeichnungen, Anmerkungen) | Anmerkungen | [↑]: gemeinsam behandelt mit vorhergehendem Eintrag; [←]: in beiden Charts platziert |
| Jahr | Titel Album                                                        | CH | UK | US | R&B | Dance | Anmerkungen |                                                                                      |
| ---- | ------------------------------------------------------------------ | --- | --- | --- | --- | --- | --- | ------------------------------------------------------------------------------------ |
| 1969 | I Thank You Baby –                                                 | — | — | — | R&B45 (2 Wo.)R&B | — | Erstveröffentlichung: Februar 1969 als June and Donnie, mit June Conquest Autoren: Curtis Mayfield, Donny Hathaway                          |                                                                                      |
| 1970 | The Ghetto Everything Is Everything                                | — | — | US87 (8 Wo.)US | R&B23 (11 Wo.)R&B | — | Erstveröffentlichung: Oktober 1970 Autoren: Leroy Hutson, Donny Hathaway                                                                    |                                                                                      |
| 1970 | This Christmas –                                                   | CH73 (1 Wo.)CH | UK63 Silber · (2 Wo.)UK | US34 (6 Wo.)US | — | — | Erstveröffentlichung: Dezember 1970 Charteinstieg in US erst 2020, in CH und UK erst 2024                                                   |                                                                                      |
| 1971 | You’ve Got a Friend Roberta Flack & Donny Hathaway                 | — | — | US29 (12 Wo.)US | R&B8 (13 Wo.)R&B | — | Erstveröffentlichung: Mai 1971 mit Roberta Flack Autor und Original: Carole King, 1971                                                      |                                                                                      |
| 1971 | You’ve Lost That Lovin’ Feelin’ Roberta Flack & Donny Hathaway     | — | — | US71 (6 Wo.)US | R&B30 (6 Wo.)R&B | — | Erstveröffentlichung: Oktober 1971 mit Roberta Flack Autoren: Barry Mann, Cynthia Weil, Phil Spector Original: The Righteous Brothers, 1964 |                                                                                      |
| 1972 | Little Ghetto Boy (Live) Donny Hathaway Live                       | — | — | — | R&B25 (7 Wo.)R&B | — | Erstveröffentlichung: März 1972 Autoren: Earl DeRouen, Edward Howard                                                                        |                                                                                      |
| 1972 | Giving Up Donny Hathaway                                           | — | — | US81 (5 Wo.)US | R&B21 (7 Wo.)R&B | — | Erstveröffentlichung: April 1972 Autor: Van McCoy Original: Gladys Knight & the Pips, 1964                                                  |                                                                                      |
| 1972 | I Thank You –                                                      | — | — | US94 (5 Wo.)US | R&B41 (5 Wo.)R&B | — | Erstveröffentlichung: März 1972 mit June Conquest Reissue von I Thank You Baby                                                              |                                                                                      |
| 1972 | Where Is the Love? Roberta Flack & Donny Hathaway                  | — | UK29 (7 Wo.)UK | US5 Gold · (13 Wo.)US | R&B1 (13 Wo.)R&B | — | Erstveröffentlichung: Mai 1972 mit Roberta Flack Grammy (Pop Vocal Duo) Autoren: Ralph MacDonald, William Salter                            |                                                                                      |
| 1972 | I Love You More Than You’ll Ever Know Extension of a Man           | — | — | US60 (6 Wo.)US | R&B20 (10 Wo.)R&B | — | Erstveröffentlichung: September 1972 Autor: Al Kooper Original: Blood, Sweat & Tears, 1968                                                  |                                                                                      |
| 1973 | Love, Love, Love Extension of a Man                                | — | — | US44 (9 Wo.)US | R&B16 (11 Wo.)R&B | — | Erstveröffentlichung: Juni 1973 Autoren: J. R. Bailey, Ken Williams Original: J. R. Bailey, 1972                                            |                                                                                      |
| 1973 | Come Little Children Extension of a Man                            | — | — | — | R&B67 (9 Wo.)R&B | — | Erstveröffentlichung: Dezember 1973 Autor: Donny Hathaway                                                                                   |                                                                                      |
| 1978 | The Closer I Get to You Blue Lights in the Basement                | — | UK42 (4 Wo.)UK | US2 Gold · (20 Wo.)US | R&B1 (19 Wo.)R&B | — | Erstveröffentlichung: Januar 1978 mit Roberta Flack Autoren: Reggie Lucas, James Mtume                                                      |                                                                                      |
| 1980 | You Are My Heaven Roberta Flack Featuring Donny Hathaway           | — | — | US47 (11 Wo.)US | R&B8 (17 Wo.)R&B | — | Erstveröffentlichung: Januar 1980 mit Roberta Flack Autor: Stevie Wonder                                                                    |                                                                                      |
| 1980 | Back Together Again Roberta Flack Featuring Donny Hathaway         | — | UK3 (11 Wo.)UK | US56 (8 Wo.)US | R&B8 (14 Wo.)R&B | Dance6 (21 Wo.)Dance | Erstveröffentlichung: April 1980 mit Roberta Flack Autoren: Reggie Lucas, James Mtume                                                       |                                                                                      |
| 1980 | Don’t Make Me Wait Too Long Roberta Flack Featuring Donny Hathaway | — | — | — | —[Dance: ↑] | Dance6 (21 Wo.)Dance | beide Lieder als Albumtracks in den Dancecharts mit Roberta Flack Autor: Stevie Wonder                                                      |                                                                                      |

grau schraffiert: keine Chartdaten aus diesem Jahr verfügbar
Weitere Singles
- 1970: Thank You Master (For My Soul)
- 1970: Voices Inside (Everything Is Everything)
- 1971: Magnificent Sanctuary Band
- 1971: Put Your Hand in the Hand
- 1972: I Thank You (mit June Conquest)
- 1972: Come Back Charleston Blue (mit Margie Joseph)
- 1978: You Were Meant for Me
- 2013: Never My Love
- 2015: Don’t Turn Away

## Trivia
- Die US-Rockband Fall Out Boy widmet Donny Hathaway den Song What a Catch, Donnie. Erschienen ist der Track auf dem Album Folie à Deux von 2008.
- Prince bezeichnete Hathaways Song Someday We’ll All Be Free (1973) als einen von 55 Songs, die ihn musikalisch inspiriert haben
- Amy Winehouse setzt ihm in ihrem Song Rehab (2006) ein Denkmal. Dort heißt es: Cause there's nothing, there's nothing you can teach me, that I can't learn from Mr. Hathaway.